# Campeonato Mexicano de Rally
El Campeonato Mexicano de Rally, (también abreviado CMR) es el principal campeonato de rally que se celebra anualmente en México. 
En sus primeros años sólo existía una categoría. Desde la temporada 2005 se premian dos competiciones principales: el Campeonato de Velocidad (llamado Campeonato Mexicano de Rally) y el Campeonato de Regularidad (llamado Campeonato Nacional de Rallies de Regularidad y abreviado CNRR). En ellas se premia tanto a los pilotos y navegantes como a los Clubes participantes. 
El campeonato nacional se complementa con dos categorías regionales: el Campeonato Regional PAC, un campeonato de velocidad nacido en el año 2000 y que anteriormente era un campeonato estatal, y el Campeonato Regional de Rallies de Velocidad de Occidente, creado en 2010 y el cual se integra en las pruebas del CMR.
Todos estos campeonatos son sancionados por la Comisión Nacional de Rallies de México, A.C., la cual está asociada a la Federación Mexicana de Automovilismo Deportivo, A.C. (FEMADAC).
La obtención del título de campeón para pilotos y navegantes depende de los puntos obtenidos individualmente en el campeonato y no de los puntos obtenidos como tripulación.

## Palmarés

### Campeonato Mexicano de Rallies
| Año     | Piloto                               | Navegante                                 | Automóvil                  | Club | Nota                 |
| ------- | ------------------------------------ | ----------------------------------------- | -------------------------- | ---- | -------------------- |
| 1967    | Max Duarte                           | André Signoret                            |                            | CAF  |                      |
| 1968    | Carlos Pruneda                       | Juan Antonio Ibarra                       |                            |      |                      |
| 1969    | Roberto Arnstein                     | Vicente Rodríguez                         |                            |      |                      |
| 1970    | Francisco Martínez Gallardo          | Gonzalo Herrera                           |                            |      |                      |
| 1971    | Oscar Fano Bush                      | José Luis Ramírez                         |                            |      |                      |
| 1972    | Ramón de Izaurieta                   | Juan Magar                                |                            |      |                      |
| 1973    | Ramón de Izaurieta                   | Juan Magar                                |                            |      |                      |
| 1974    | José Sirvent / José de Silva         | Ignacio Checa                             |                            |      |                      |
| 1975    | Eduardo López Negrete                | Gonzalo Herrera                           |                            |      |                      |
| 1976    | Julián Abed                          | Francisco Struck                          |                            |      |                      |
| 1977    | Julián Abed                          | Luis Orduña                               |                            |      |                      |
| 1978    | Fernando Couto                       | Sergio González                           |                            |      |                      |
| 1979    | Jorge Serrano                        | Ignacio Checa                             |                            |      |                      |
| 1980    | Emilio de la Parra                   | Sergio González                           |                            |      |                      |
| 1981    | Emilio de la Parra                   | Sergio González                           |                            |      |                      |
| 1982    | Freddy Van Beuren                    | Patricio Jourdain                         |                            |      |                      |
| 1983    | Sergio González                      | Sergio Serrano                            |                            |      |                      |
| 1984    | Sergio González                      | Sergio Serrano                            |                            |      |                      |
| 1985    | Jorge Serrano                        | Javier Marín C.                           |                            |      |                      |
| 1986    | Emilio de la Parra                   | Jorge Castella                            |                            |      |                      |
| 1987    | Sergio González / Rafael Machado     | Luis Vázquez (piloto) / Ricardo Martorell |                            |      |                      |
| 1988    | Sergio González                      | Luis Vázquez (piloto)                     |                            |      |                      |
| 1989    | Francisco Alonso                     | Gabriel Marín O.                          |                            |      |                      |
| 1990    | Hugo Gallo                           | José Miguel Gallo                         |                            |      |                      |
| 1991    | Agustín Zamora                       | Gabriel Marín O.                          |                            |      |                      |
| 1992    | Giuseppe Spataro / José Miguel Gallo | Jean Noël Valdelievre                     |                            | CAF  |                      |
| 1993    | Giuseppe Spataro                     | Jean Noël Valdelievre                     |                            | CAF  |                      |
| 1994    | José Miguel Gallo                    | Jean Noël Valdelievre                     |                            | CAF  |                      |
| 1995    | Gabriel Marín                        | Agustín Acevedo                           |                            |      |                      |
| 1996    | Agustín Zamora                       | Gabriel Marín                             |                            |      |                      |
| 1997    | Alejandro Pimentel                   | Eduardo Rodríguez                         |                            |      |                      |
| 1998    | Gabriel Marín O.                     | Raúl Villareal                            | Mitsubishi Lancer Evo V    |      |                      |
| 1999    | Gabriel Marín O.                     | Javier Marín C.                           | Mitsubishi Lancer Evo V    |      |                      |
| 2000    | Gabriel Marín O.                     | Javier Marín C.                           | Mitsubishi Lancer Evo V    |      |                      |
| 2001    | Gabriel Marín O.                     | Javier Marín C.                           | Mitsubishi Lancer Evo V    |      |                      |
| 2002    | Carlos Izquierdo                     | Angélica Fuentes                          | Mitsubishi Lancer Evo V    |      |                      |
| 2003    | Erwin Richter                        | Rafael Telleache                          | Mitsubishi Lancer Evo VI   | CAF  | [ 6 ]                |
| 2004    | Erwin Richter                        | Rafael Telleache                          | Mitsubishi Lancer Evo VI   | CAF  | [ 7 ]                |
| 2005    | Carlos Tejada                        | Alejandro Orozco                          | Mitsubishi Lancer Evo VIII |      |                      |
| 2006    | Benito Guerra Jr                     | Jaime del Palacio                         | Mitsubishi Lancer Evo VIII | RAC  |                      |
| 2007    | Benito Guerra Jr                     | Sergio González Jr.                       | Mitsubishi Lancer Evo IX   | RAC  | [ 8 ]                |
| 2008    | Rodrigo Ordóñez                      | Mauricio Pimentel                         | Mitsubishi Lancer Evo IX   | RAC  | [ 9 ]                |
| 2009    | Ricardo Triviño                      | Marco Hernández                           | Mitsubishi Lancer Evo IX   | RAC  | [ 10 ] [ 11 ] [ 12 ] |
| 2010    | Ricardo Triviño                      | Marco Hernández                           | Mitsubishi Lancer Evo IX   | RAC  | [ 13 ] [ 14 ] [ 15 ] |
| 2011    | Luis Miguel Abascal                  | Javier Marín                              | Mitsubishi Lancer Evo IX   | RAC  | [ 16 ] [ 17 ] [ 18 ] |
| 2012    | Roberto Zavaleta                     | Javier Marín                              | Mitsubishi Lancer Evo IX   | RAC  | [ 19 ] [ 20 ] [ 21 ] |
| Fuentes |                                      |                                           |                            |      |                      |

### Campeonato Nacional de Rallies de Regularidad
| Año  | Piloto                   | Navegante            | Automóvil                | Club  | Nota                 |
| ---- | ------------------------ | -------------------- | ------------------------ | ----- | -------------------- |
| 2005 | Sergio González          | Ana Solozabal        |                          |       | [ 22 ]               |
| 2006 | Gabriel Marín            | Luis Orduña          |                          |       | [ 22 ]               |
| 2007 | Gabriel Marín            | Luis Orduña          |                          | XAC   | [ 23 ]               |
| 2008 | Rogelio Martínez Kobashi | Eduardo Naranjo Ruiz | Mitsubishi Lancer Evo IX | CAMAC | [ 24 ]               |
| 2009 | Juan José Sánchez        | Luis Orduña Jr.      | Audi A3                  | XAC   | [ 25 ] [ 26 ] [ 27 ] |
| 2010 | Eduardo López M.         | Eduardo Naranjo Ruiz | Chevrolet Astra          | RAC   | [ 28 ] [ 29 ] [ 30 ] |
| 2011 | Antonio Peñaflor         | José A. Arellano     | Mitsubishi Lancer Evo IX | COPA  | [ 31 ] [ 32 ] [ 33 ] |
| 2012 | Antonio Peñaflor         | Eduardo Naranjo Ruiz | Mitsubishi Lancer Evo IX | COPA  | [ 34 ] [ 35 ] [ 36 ] |

### Campeonato Regional de Rallies PAC
| Año  | Piloto           | Navegante           | Nota   |
| ---- | ---------------- | ------------------- | ------ |
| 2000 | Oliver Reyna     | Fernando Reyna      | [ 3 ]  |
| 2001 | Fernando Vivanco | Roberto M. Zavaleta | [ 3 ]  |
| 2002 | Alfredo Loranca  | Francisco Ramírez   | [ 3 ]  |
| 2003 | Gabriel Miranda  | Ricardo González    | [ 3 ]  |
| 2004 | Gabriel Miranda  | Ricardo González    | [ 3 ]  |
| 2005 | Emilio Velázquez | Mauro Arias         | [ 3 ]  |
| 2006 | Emilio Velázquez | Mauro Arias         | [ 3 ]  |
| 2007 | Emilio Velázquez | Christian Coronel   | [ 37 ] |
| 2008 | Ricardo Triviño  | Marco Hernández     | [ 38 ] |
| 2009 | Rodrigo Salgado  | Fernando Reyna      | [ 39 ] |
| 2010 | Emilio Velázquez | Bandera de México   | [ 40 ] |
| 2011 | Roberto Zavaleta | Antonio Chávez      | [ 41 ] |
| 2012 | Roberto Zavaleta | Alberto Sosa        | [ 42 ] |